# Karim Allaoui
Karim Allaoui, né le 29 février 1952 en Algérie française est un acteur, comédien, sportif et coach français.

## Biographie
À la fin de la seconde guerre mondiale, ses parents d'origine berbère décident de quitter l'Algérie encore française pour la métropole. Sa mère prend la décision de rentrer en Algérie pour lui donner naissance en 1952.
De retour dans la métropole parisienne, le petit Karim âgé de six mois grandit au sein d'une famille monoparentale aimante et besogneuse à Asnières-sur-Seine.
En parallèle d'une scolarité exemplaire, Karim Allaoui débute le water-polo.
Il intègre l'équipe de France de water-polo et participe aux championnats des V nations, d'Europe... avec à son actif 19 sélections en équipe de France.

### Parcours professionnel
Après une carrière sportive, Karim Allaoui s'oriente vers le management sportif et est recruté a la Direction des Sports de la piscine de la ville d'Asnières-sur-Seine.
Lors d'un dîner à Paris, Karim Allaoui fait la connaissance de Roger Hanin qui le convainc d'intégrer la voie du cinéma pour rendre plus visible sur grand écran une minorité fortement discriminée. À la suite d'une audition, il fait ses premiers pas au cinéma tout en poursuivant une formation d'art dramatique.
Après avoir participé à plusieurs longs métrages au cours des années 1980, il travaille pour la télévision, notamment dans la série Le Gorille, dont il incarne le personnage principal de Géo Paquet, en 1990 et 1991.

### Engagement politique
Il se servira de cet aura médiatique pour mettre en avant les inégalités sociales et les discriminations sévissant en France. Il participera aux manifestations, marches contre le racisme et l'antisémitisme. Karim Allaoui sera alors l'un des précurseurs à légitimer l'égalité des chances.

## Filmographie

### Cinéma
- 1984 : Les Brésiliennes du bois de Boulogne de Robert Thomas
- 1984 : Train d'enfer de Roger Hanin : Karim
- 1986 : Suivez mon regard de Jean Curtelin
- 1986 : Prunelles Blues de Jacques Otmezguine : Albert Perez
- 1987 : La Rumba de Roger Hanin : Gino Motta
- 1988 : Un amour à Paris de Merzak Allouache : Ali
- 1995 : Brennendes Herz de Peter Patzak
- 1997 : El Chicko de David Rühm

### Télévision
- 1990 : Le Gorille
- 1992 : Das Glück liegt in Waikiki de Peter Patzak
- 1994 : Rochade de Peter Patzak
- 1999 : Gefangen im Jemen de Peter Patzak